# Теза Черча — Тюрінга — Дойча
Теза Черча — Тюрінга — Дойча, в інформатиці і квантовій фізиці, відома також як CTD-принцип (за абревіатурою від англ. Church, Turing, Deutsch), або як сильна теза Черча — Тюрінга — більш строге у фізичному сенсі формулювання евристичної обчислювальної тези Черча — Тюрінга, запропонована Девідом Дойчем у 1985 році. Згідно з тезою універсальний комп'ютерний пристрій здатен моделювати будь-який скінченний фізичний процес, при цьому апарат класичної фізики, який суттєвим чином використовує поняття неперервності і континууму, не дозволяє моделювати всі фізичні процеси за допомогою машини Тюрінга, яка оперує лише обчислюваними об'ектами. Дойч припустив, що квантові комп'ютери зможуть пересилити обмеження даного принципу, якщо алгебраїчні закони квантової фізики зможуть стати теоретичною базою, яка описує будь-які фізичні процеси.